# New Echota
New Echota var cherokeser-stammernes hovedstad i Georgia, USA, oprettet i 1825 og brugt, indtil cherokeserne blev fordrevet med tvang under Indian Removal Act i 1830'erne. Cherokeserne havde deres stammerådshus og deres højesteretsdomstol her og udgav deres avis Cherokee Phoenix herfra. I dag er stedet et historisk mindesmærke og friluftsmuseum.
Byen fik navnet efter Chota, den vigtige cherokeserby. Avisen Cherokee Phoenix, som var den første avis af og for oprindelige amerikanere, begyndte at blive udgivet i byen i 1928 på cherokeesprog.
Efter 1830, hvor Indian Removal Act blev vedtaget, udloddede Georgia-staten cherokesernes territorier til hvide kolonister og tvangsflyttede cherokeserne med den statslige hær, Georgia Guard. New Echota blev en spøgelsesby efter år 1834, og stammemøderne blev i stedet afholdt i Tennessee, indtil cherokeserne blev fordrevet videre.

I 1838 begyndte den amerikanske hær systematisk at udrense cherokeserne fra Georgia. New Echota blev da brugt som en form for koncentrationslejr med lejren New Wool, hvor cherokeserne blev holdt tilbage, indtil de blev tvunget videre på vej ad Trail of Tears. Siden har New Echota stået tom og forladt i over 100 år, hvorved den forfaldt.
I 1954 blev byens forfaldne rester udgravet af arkæologer, og mange interessante cherokeser-genstande blev fundet der, blandt andet typer brugt til at trykke avisen Cherokee Phoenix med. I 1957 vedtog staten Georgia, at der skulle oprettes historisk mindesmærke-park på stedet. Bygningerne som stammerådshuset, domstolen samt avisens trykkeri redaktionsbygning blev rekonstrueret. Der opstilledes også nogle cherokee-huse og en gammel krobygning fra det 18. århundrede, som var ejet af cherokeserhøvdingen James Vann fra Georgia.
I 1962 blev New Echota Historiske Park åbnet for publikum, og stedet er nu Historisk Mindesmærke i USA.